# Forskningsavdelningen
Forskningsavdelningen var ett hackerspace i Malmö, inspirerat av Chaos Computer Club och andra hacking-organisationer.
De beskrev sig själva som följer: Forskningsavdelningen är en ideell intressegrupp, öppen för alla, som förespråkar "learning by doing" - att lära sig genom praktiskt utförande, "DIY" - gör-det-själv-kultur, samt kunskapsdelning och samarbete med fokus på teknik, elektronik, kommunikation och datorer.

## Kultur
Forskningsavdelningen är en del av den nya, öppnare, hackerkulturen kring hackerspaces som knoppat upp runtom i världen de senaste åren, där fokus ligger på kunskaps- och resursutjämnande i en gemensam miljö, i vilken man fritt arbetar gemensamt i grupp eller enskilt.
Forskningsavdelningen är även en liten del av den i Sverige växande kultur kring hållbar teknologi, där återanvändande och miljö är centralt. Det anses viktigt att varje individ lär sig om tekniken runt omkring sig; hur man använder den, hur man reparerar den och hur man kan återanvända uttjänta maskiner och komponenter för att ge dessa nytt liv och ny funktion, i motsats till att de ska bidra till en växande mängd svårhanterat avfall.

## Medlemskap
Forskningsavdelningen har ingen medlemsavgift och uppmuntrar till deltagande av alla som känner att de kan eller vill bidra. Alla är välkomna till samtliga publika händelser, och även ordinarie träffar som vanligtvis sker på tisdagar och torsdagar efter arbetstid.

## Fysisk plats
Efter drygt två år i det nu avhysta aktivitetshuset Utkanten har Forskningsavdelningen sedan mars 2011 lokaler hos föreningen Kulturverket Malmö.
Forskningsavdelningen har även plats hos Fabriken, ett samarbetsprojekt mellan Medea Collaborative Media och föreningen Stapelbäddsparken, finansierat av Malmö kommun och Malmö högskola. På Fabriken fokuseras det tydligare på skapandet av prototyper och produkter med fokus på hållbarhet.

## Händelser
Forskningsavdelningen arrangerar årligen i samarbete med andra hackerspaces en öppen konferens vid namn Hacknight, med samma tema som välkända Chaos Communication Congress fast i mindre skala och framförallt riktad till den lokala och regionala publiken.

## Källhänvisningar
1. ↑  Forskningsavdelningens webbplats, om forskningsavdelningen: ”Arkiverade kopian”. Arkiverad från originalet den 11 maj 2011. https://web.archive.org/web/20110511064810/http://forskningsavd.se/about/. Läst 2 maj 2011. (Sida på engelska)
2. ↑  Forskningsavdelningens wiki, huvudsidan: ”Arkiverade kopian”. Arkiverad från originalet den 18 maj 2011. https://web.archive.org/web/20110518124846/http://forskningsavd.se/wiki/index.php/Main_Page. Läst 11 maj 2011. (Sida på engelska)
3. ↑  Forskningsavdelningens nyhetsflöde: ”Arkiverade kopian”. Arkiverad från originalet den 10 maj 2011. https://web.archive.org/web/20110510112614/http://forskningsavd.se/2011/02/28/we-have-moved-warning-welcome/. Läst 11 maj 2011. (Sida på engelska)